# Tennis Masters Cup 2004
Der Tennis Masters Cup 2004 war ein Tennisturnier, das vom 15. bis 21. November 2004 im Westside Tennis Club in Houston, Texas auf Hartplatz ausgetragen wurde. Es war die 35. Auflage des Wettbewerbs im Einzel und die 30. im Doppel. Neben den vier Grand Slams war der Tennis Masters Cup der wichtigste Wettbewerb im Herrenprofitennis; er fand am Ende Saison statt und war Teil der ATP Tour.
Sieger im Einzel wurde Roger Federer, im Doppel die Brüder Bob und Mike Bryan.

## Einzel

### Qualifizierte Spieler
| Setzliste | Rang | Spieler         |
| --------- | ---- | --------------- |
| 1         | 1    | Roger Federer   |
| 2         | 2    | Andy Roddick    |
| 3         | 3    | Lleyton Hewitt  |
| 4         | 4    | Marat Safin     |
| 5         | 5    | Carlos Moyá     |
| 6         | 6    | Guillermo Coria |
| 7         | 7    | Tim Henman      |
| 8         | 8    | Gastón Gaudio   |

### Rote Gruppe

#### Ergebnisse
| Spieler        | Spieler        | Ergebnis       |
| -------------- | -------------- | -------------- |
| Roger Federer  | Lleyton Hewitt | 6:3, 6:4       |
| Lleyton Hewitt | Carlos Moyá    | 6:75, 6:2, 6:4 |
| Gastón Gaudio  | Lleyton Hewitt | 2:6, 1:6       |
| Roger Federer  | Carlos Moyá    | 6:3, 3:6, 6:3  |
| Gastón Gaudio  | Carlos Moyá    | 3:6, 4:6       |
| Roger Federer  | Gastón Gaudio  | 6:1, 7:64      |

#### Tabelle
| Pos. | Setzliste | Spieler        | Spiele | Sätze | Punkte |
| ---- | --------- | -------------- | ------ | ----- | ------ |
| 1    | 1         | Roger Federer  | 40:26  | 6:1   | 3:0    |
| 2    | 3         | Lleyton Hewitt | 37:28  | 4:3   | 2:1    |
| 3    | 5         | Carlos Moyá    | 37:40  | 4:4   | 1:2    |
| 4    | 8         | Gastón Gaudio  | 17:37  | 0:6   | 0:3    |

### Blaue Gruppe

#### Ergebnisse
| Spieler         | Spieler      | Ergebnis   |
| --------------- | ------------ | ---------- |
| Guillermo Coria | Marat Safin  | 1:6, 4:6   |
| Andy Roddick    | Marat Safin  | 7:67, 7:64 |
| Guillermo Coria | Andy Roddick | 7:66, 6:3  |
| Tim Henman      | Marat Safin  | 2:6, 6:76  |
| Tim Henman      | Andy Roddick | 5:7, 6:76  |
| Guillermo Coria | Tim Henman   | 2:6, 2:6   |

#### Tabelle
| Pos. | Setzliste | Spieler         | Spiele | Sätze | Punkte |
| ---- | --------- | --------------- | ------ | ----- | ------ |
| 1    | 2         | Andy Roddick    | 41:32  | 6:0   | 3:0    |
| 2    | 4         | Marat Safin     | 37:27  | 4:2   | 2:1    |
| 3    | 7         | Tim Henman      | 31:31  | 2:4   | 1:2    |
| 4    | 6         | Guillermo Coria | 18:37  | 0:6   | 0:3    |

### Halbfinale
| Spieler       | Spieler        | Ergebnis   |
| ------------- | -------------- | ---------- |
| Roger Federer | Marat Safin    | 6:3, 7:618 |
| Andy Roddick  | Lleyton Hewitt | 3:6, 2:6   |

### Finale
| Spieler       | Spieler        | Ergebnis |
| ------------- | -------------- | -------- |
| Roger Federer | Lleyton Hewitt | 6:3, 6:2 |

## Doppel

### Qualifizierte Spieler
| Setzliste | Rang | Spieler                        |
| --------- | ---- | ------------------------------ |
| 1         | 1    | Mark Knowles Daniel Nestor     |
| 2         | 2    | Bob Bryan Mike Bryan           |
| 3         | 3    | Jonas Björkman Todd Woodbridge |
| 4         | 4    | Wayne Black Kevin Ullyett      |
| 5         | 5    | Mahesh Bhupathi Maks Mirny     |
| 6         | 6    | Martin Damm Cyril Suk          |
| 7         | 7    | Gastón Etlis Martín Rodríguez  |
| 8         | 8    | Xavier Malisse Olivier Rochus  |

### Rote Gruppe

#### Ergebnisse
| Spieler                    | Spieler                       | Ergebnis       |
| -------------------------- | ----------------------------- | -------------- |
| Mark Knowles Daniel Nestor | Xavier Malisse Olivier Rochus | 5:7, 7:62, 6:4 |
| Wayne Black Kevin Ullyett  | Mark Knowles Daniel Nestor    | 6:4, 3:6, 6:77 |
| Wayne Black Kevin Ullyett  | Martin Damm Cyril Suk         | 6:2, 6:2       |
| Martin Damm Cyril Suk      | Xavier Malisse Olivier Rochus | 6:2, 1:6, 4:6  |
| Martin Damm Cyril Suk      | Mark Knowles Daniel Nestor    | 2:6, 3:6       |
| Wayne Black Kevin Ullyett  | Xavier Malisse Olivier Rochus | 6:4, 6:2       |

#### Tabelle
| Pos. | Setzliste | Spieler                       | Sätze | Punkte |
| ---- | --------- | ----------------------------- | ----- | ------ |
| 1    | 1         | Mark Knowles Daniel Nestor    | 6:2   | 3:0    |
| 2    | 4         | Wayne Black Kevin Ullyett     | 5:2   | 2:1    |
| 3    | 8         | Xavier Malisse Olivier Rochus | 3:5   | 1:2    |
| 4    | 6         | Martin Damm Cyril Suk         | 1:6   | 0:3    |

### Blaue Gruppe

#### Ergebnisse
| Spieler                        | Spieler                        | Ergebnis        |
| ------------------------------ | ------------------------------ | --------------- |
| Bob Bryan Mike Bryan           | Mahesh Bhupathi Maks Mirny     | 7:67, 5:7, 6:4  |
| Jonas Björkman Todd Woodbridge | Gastón Etlis Martín Rodríguez  | 2:6, 7:64, 7:63 |
| Jonas Björkman Todd Woodbridge | Mahesh Bhupathi Maks Mirny     | 6:3, 6:2        |
| Bob Bryan Mike Bryan           | Gastón Etlis Martín Rodríguez  | 6:3, 7:64       |
| Bob Bryan Mike Bryan           | Jonas Björkman Todd Woodbridge | 3:6, 4:6        |
| Mahesh Bhupathi Maks Mirny     | Gastón Etlis Martín Rodríguez  | 6:3, 7:65       |

#### Tabelle
| Pos. | Setzliste | Spieler                        | Sätze | Punkte |
| ---- | --------- | ------------------------------ | ----- | ------ |
| 1    | 3         | Jonas Björkman Todd Woodbridge | 6:1   | 3:0    |
| 2    | 2         | Bob Bryan Mike Bryan           | 4:3   | 2:1    |
| 3    | 5         | Mahesh Bhupathi Maks Mirny     | 3:4   | 1:2    |
| 4    | 7         | Gastón Etlis Martín Rodríguez  | 1:6   | 0:3    |

### Halbfinale
| Spieler                        | Spieler                   | Ergebnis |
| ------------------------------ | ------------------------- | -------- |
| Mark Knowles Daniel Nestor     | Bob Bryan Mike Bryan      | 2:6, 4:6 |
| Jonas Björkman Todd Woodbridge | Wayne Black Kevin Ullyett | 4:6, 2:6 |

### Finale
| Spieler              | Spieler                   | Ergebnis           |
| -------------------- | ------------------------- | ------------------ |
| Bob Bryan Mike Bryan | Wayne Black Kevin Ullyett | 4:6, 7:5, 6:4, 6:2 |